# Джермантаун (тауншип, Миннесота)
Джермантаун (англ. Germantown) — тауншип в округе Коттонвуд, Миннесота, США. На 2000 год его население составило 224 человека.

## География
По данным Бюро переписи населения США площадь тауншипа составляет 92,9 км², из которых 92,8 км² занимает суша, a вода составляет 0,03 %.

## Демография
По данным переписи населения 2000 года здесь находились 224 человека, 80 домохозяйств и 65 семей. Плотность населения — 2,4 чел./км². На территории тауншипа расположено 92 постройки со средней плотностью 1,0 построек на один квадратный километр. Расовый состав населения: 98,66 % белых, 0,89 % афроамериканцев, 0,45 % — других рас США. Испанцы или латиноамериканцы любой расы составляли 0,45 % от популяции тауншипа.
Из 80 домохозяйств в 41,3 % воспитывались дети до 18 лет, в 75,0 % проживали супружеские пары, в 3,8 % проживали незамужние женщины и в 18,8 % домохозяйств проживали несемейные люди. 17,5 % домохозяйств состояли из одного человека, при том 11,3 % из — одиноких пожилых людей старше 65 лет. Средний размер домохозяйства — 2,80, а семьи — 3,20 человека.
29,9 % населения — младше 18 лет, 6,3 % — в возрасте от 18 до 24 лет, 25,4 % — от 25 до 44, 23,7 % — от 45 до 64, и 14,7 % — старше 65 лет. Средний возраст — 36 лет. На каждые 100 женщин приходилось 98,2 мужчин. На каждые 100 женщин старше 18 приходилось 115,1 мужчин.
Средний годовой доход домохозяйства составлял 35 893 доллара, а средний годовой доход семьи — 36 964 доллара. Средний доход мужчин — 31 023 доллара, в то время как у женщин — 22 917. Доход на душу населения составил 19 071 доллар. За чертой бедности находились 2,7 % семей и 3,9 % всего населения тауншипа, из которых 3,8 % младше 18 и 5,1 % старше 65 лет.